# Wereldkampioenschap floorball 2000
Het wereldkampioenschap floorball van 2000 werd gehouden van 25 mei tot en met 31 mei in Oslo (Noorwegen). Het was de 3e editie en Zweden won de titel door Finland in de finale met 5-3 te verslaan.

## Deelnemende landen
| - Zweden - Noorwegen - Denemarken - Letland | - Finland - Zwitserland - Rusland - Tsjechië |

## Groepsfase

### Groep A
| Nr. | Land       | GW | Win | Gel | Ver | DV | DT | +/- | Pnt |
| --- | ---------- | -- | --- | --- | --- | -- | -- | --- | --- |
| 1.  | Zweden     | 3  | 3   | 0   | 0   | 18 | 5  | +13 | 6   |
| 2.  | Denemarken | 3  | 1   | 1   | 1   | 6  | 6  | 0   | 3   |
| 3.  | Noorwegen  | 3  | 1   | 1   | 1   | 8  | 13 | -5  | 3   |
| 4.  | Letland    | 3  | 0   | 0   | 3   | 6  | 14 | -8  | 0   |

| Datum  | Land       | Land       | Uitslag | Periode         |
| ------ | ---------- | ---------- | ------- | --------------- |
| 14 mei | Noorwegen  | Letland    | 6 – 2   | (0–0, 4–1, 2–1) |
| 14 mei | Denemarken | Zweden     | 2 – 3   | (1–0, 1–0, 0–3) |
| 15 mei | Zweden     | Noorwegen  | 10 – 1  | (2–0, 2–1, 6–0) |
| 15 mei | Denemarken | Letland    | 3 – 2   | (1–0, 2–2, 0–0) |
| 16 mei | Noorwegen  | Denemarken | 1 – 1   | (1–0, 0–0, 0–1) |
| 16 mei | Zweden     | Letland    | 5 – 2   | (2–1, 2–0, 1–1) |

### Groep B
| Nr. | Land        | GW | Win | Gel | Ver | DV | DT | +/- | Pnt |
| --- | ----------- | -- | --- | --- | --- | -- | -- | --- | --- |
| 1.  | Finland     | 3  | 2   | 1   | 0   | 17 | 5  | +12 | 5   |
| 2.  | Zwitserland | 3  | 2   | 0   | 1   | 17 | 8  | +9  | 4   |
| 3.  | Tsjechië    | 3  | 1   | 1   | 1   | 9  | 6  | +3  | 3   |
| 4.  | Rusland     | 3  | 0   | 0   | 3   | 2  | 26 | -24 | 0   |

| Datum  | Land        | Land        | Uitslag | Periode         |
| ------ | ----------- | ----------- | ------- | --------------- |
| 14 mei | Finland     | Zwitserland | 5 – 3   | (2–0, 0–2, 3–1) |
| 14 mei | Tsjechië    | Rusland     | 5 – 1   | (1–0, 2–0, 2–1) |
| 15 mei | Zwitserland | Tsjechië    | 3 – 2   | (1–1, 0–1, 2–0) |
| 15 mei | Finland     | Rusland     | 10 – 0  | (4–0, 1–0, 5–0) |
| 16 mei | Tsjechië    | Finland     | 2 – 2   | (1–2, 0–0, 1–0) |
| 16 mei | Zwitserland | Rusland     | 11 – 1  | (3–0, 3–1, 4–0) |

### Rechtstreekse uitschakeling

#### halve finale
| Datum  | Land    | Land        | Uitslag | Periode         |
| ------ | ------- | ----------- | ------- | --------------- |
| 29 mei | Zweden  | Zwitserland | 8 – 2   | (3–0, 3–1, 2–1) |
| 29 mei | Finland | Denemarken  | 6 – 1   | (1–0, 4–1, 1–0) |

#### Derde plaats
| Datum  | Land        | Land       | Uitslag | Periode         |
| ------ | ----------- | ---------- | ------- | --------------- |
| 30 mei | Zwitserland | Denemarken | 4 – 2   | (2–2, 2–0, 0–0) |

#### Finale
| Datum  | Land   | Land    | Uitslag | Periode         |
| ------ | ------ | ------- | ------- | --------------- |
| 30 mei | Zweden | Finland | 5 – 3   | (1–0, 3–0, 1–3) |

### Eindrangschikking
| #      | Land        |
| ------ | ----------- |
| Goud   | Zweden      |
| Zilver | Finland     |
| Brons  | Zwitserland |
| 4      | Denemarken  |
| 5      | Noorwegen   |
| 6      | Tsjechië    |
| 7      | Letland     |
| 8      | Rusland     |

## Divisie B

### Groep C
| Nr. | Land      | GW | Win | Gel | Ver | DV | DT | +/- | Pnt |
| --- | --------- | -- | --- | --- | --- | -- | -- | --- | --- |
| 1.  | Duitsland | 3  | 2   | 0   | 1   | 13 | 6  | +7  | 4   |
| 2.  | Polen     | 3  | 2   | 0   | 1   | 17 | 11 | +6  | 4   |
| 3.  | Japan     | 3  | 1   | 0   | 2   | 9  | 17 | -8  | 2   |
| 4.  | Australië | 3  | 1   | 0   | 2   | 8  | 16 | -8  | 2   |

### Groep D
| Nr. | Land                | GW | Win | Gel | Ver | DV | DT | +/- | Pnt |
| --- | ------------------- | -- | --- | --- | --- | -- | -- | --- | --- |
| 1.  | Oostenrijk          | 3  | 1   | 2   | 0   | 13 | 8  | +5  | 4   |
| 2.  | Estland             | 3  | 1   | 2   | 0   | 12 | 7  | +5  | 4   |
| 3.  | Verenigd Koninkrijk | 3  | 1   | 1   | 1   | 11 | 13 | -2  | 3   |
| 4.  | Hongarije           | 3  | 0   | 1   | 2   | 9  | 17 | -8  | 1   |

### Rechtstreekse uitschakeling (Divisie B)

#### halve finale (Divisie B)
| Datum  | Land       | Land    | Uitslag | Periode         |
| ------ | ---------- | ------- | ------- | --------------- |
| 19 mei | Duitsland  | Estland | 3 – 1   | (0–0, 3–1, 0–0) |
| 19 mei | Oostenrijk | Polen   | 4 – 3   | (1–0, 3–1, 0–2) |

#### Finale
| Datum  | Land      | Land       | Uitslag | Periode         |
| ------ | --------- | ---------- | ------- | --------------- |
| 20 mei | Duitsland | Oostenrijk | 3 – 2   | (1–1, 1–0, 1–1) |